# Poggiardo
Poggiardo és un municipi situat al territori de la província de Lecce, a la regió de la Pulla, (Itàlia).
Poggiardo limita amb els municipis de Giuggianello, Minervino di Lecce, Nociglia, Ortelle, San Cassiano, Sanarica, Santa Cesarea Terme, Spongano i Surano.

## Galeria

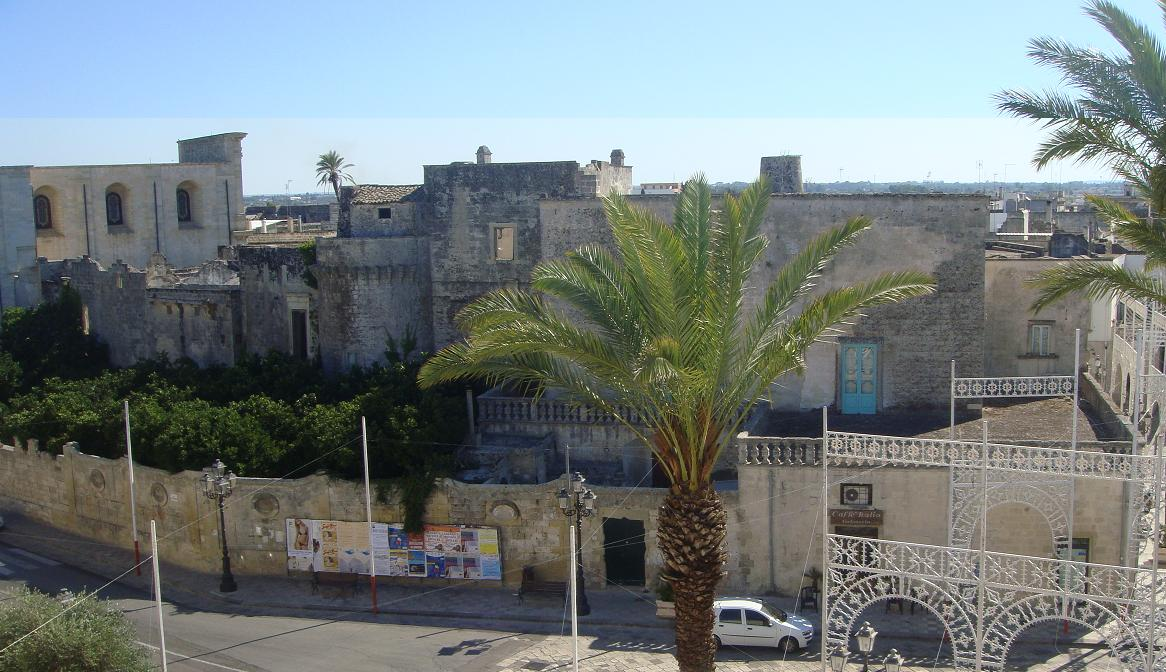
Palazzo Guarini
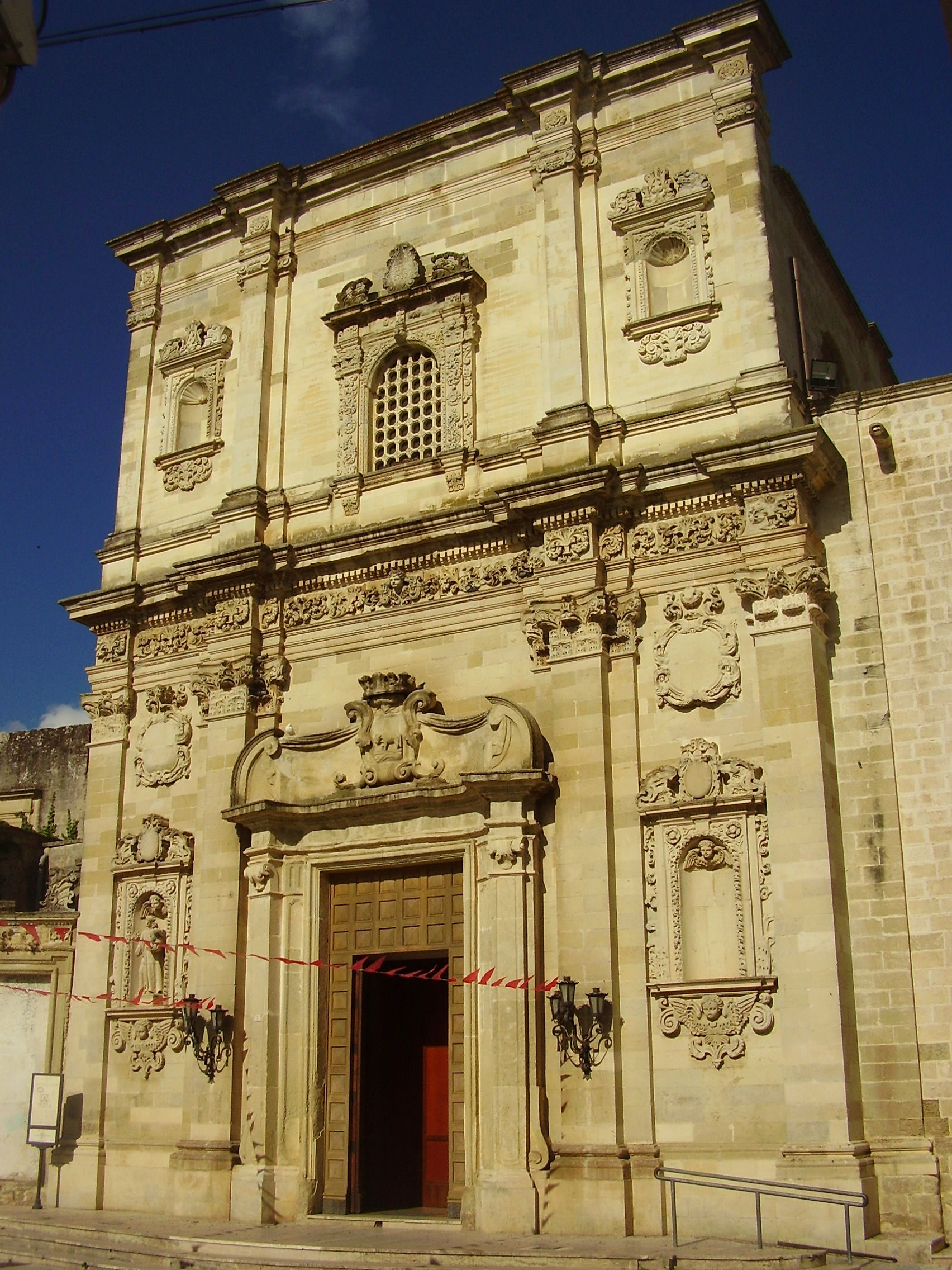
Església Matrice
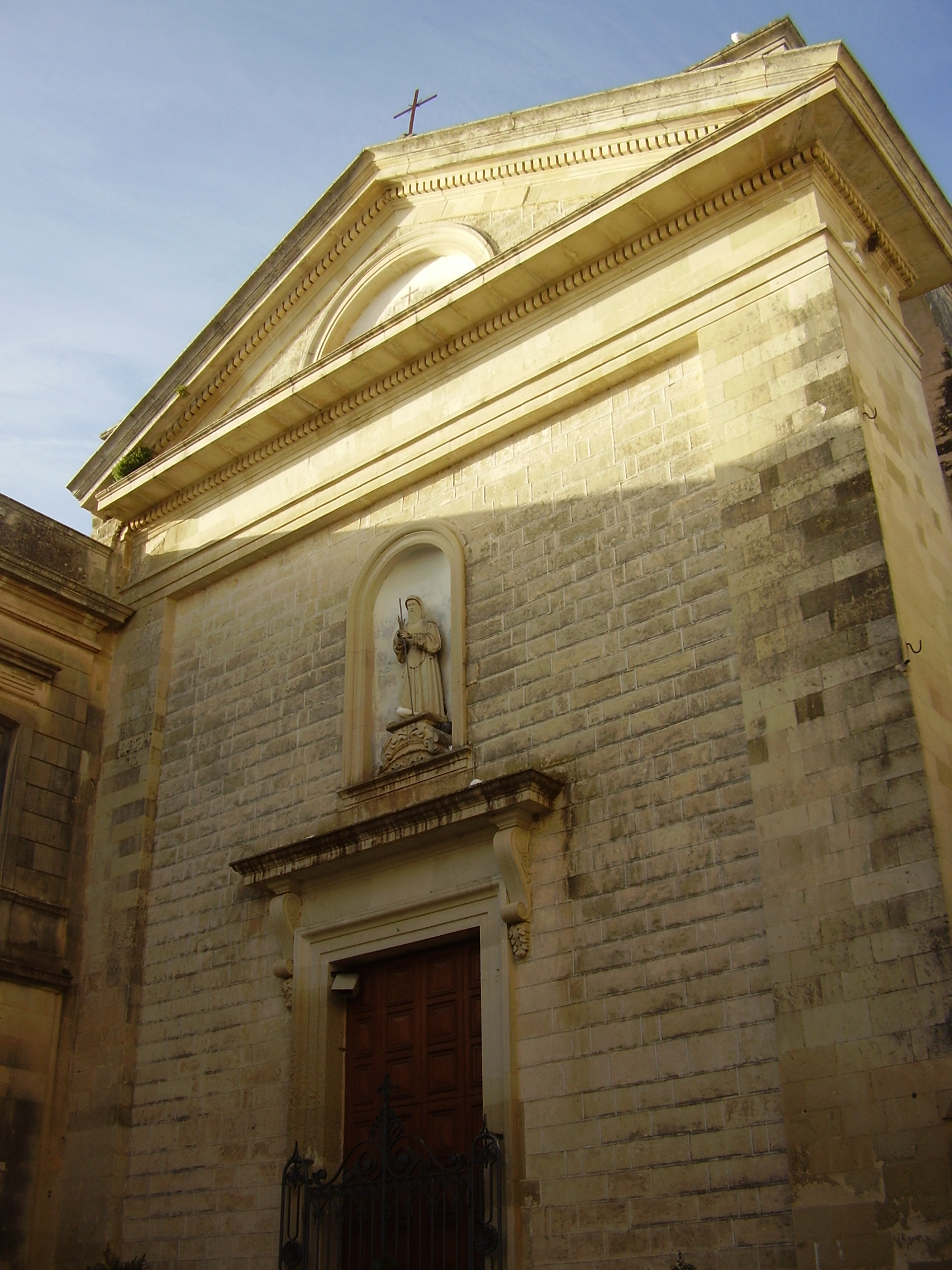
Església de San Francesco
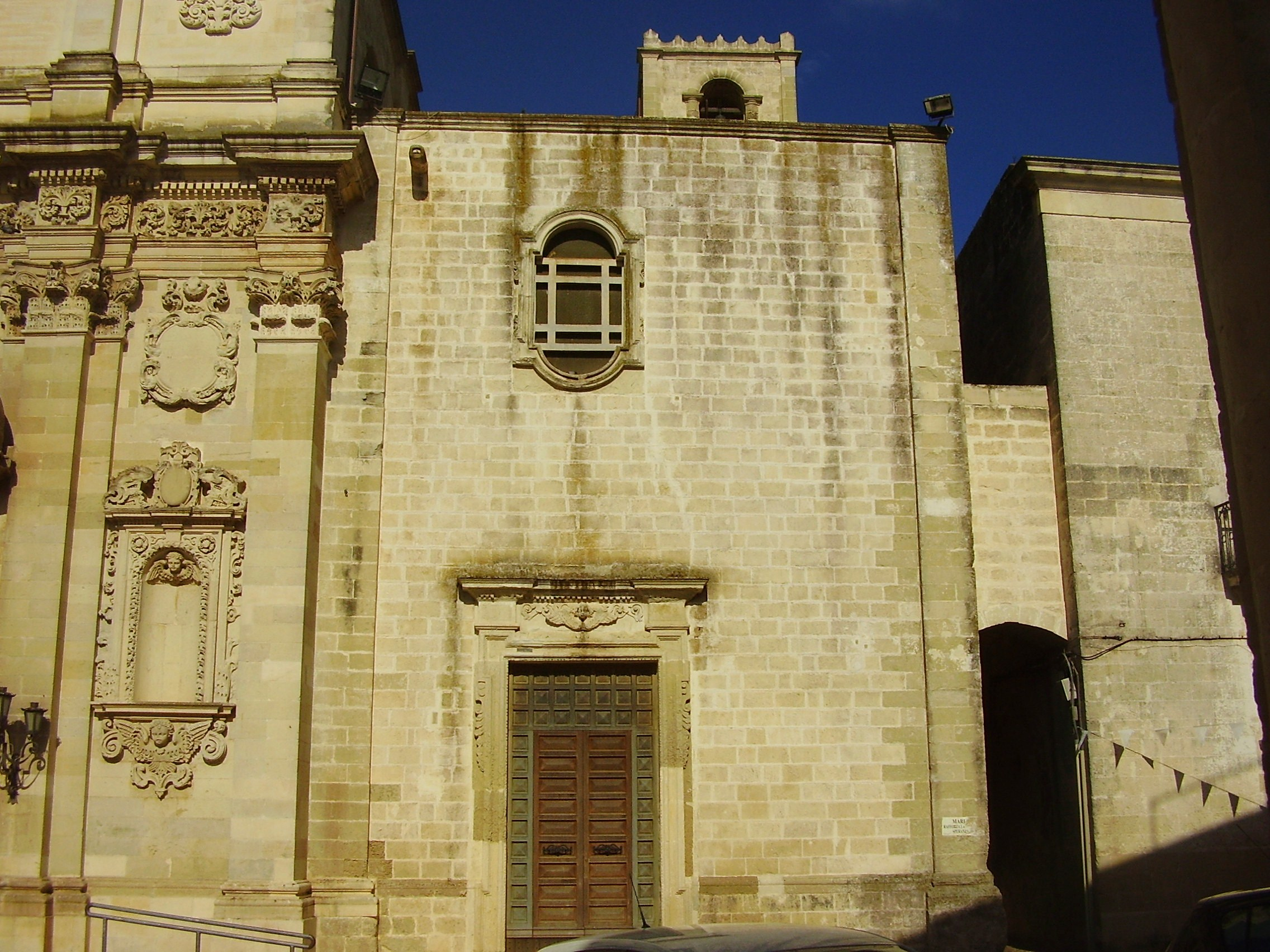
Església Immacolata
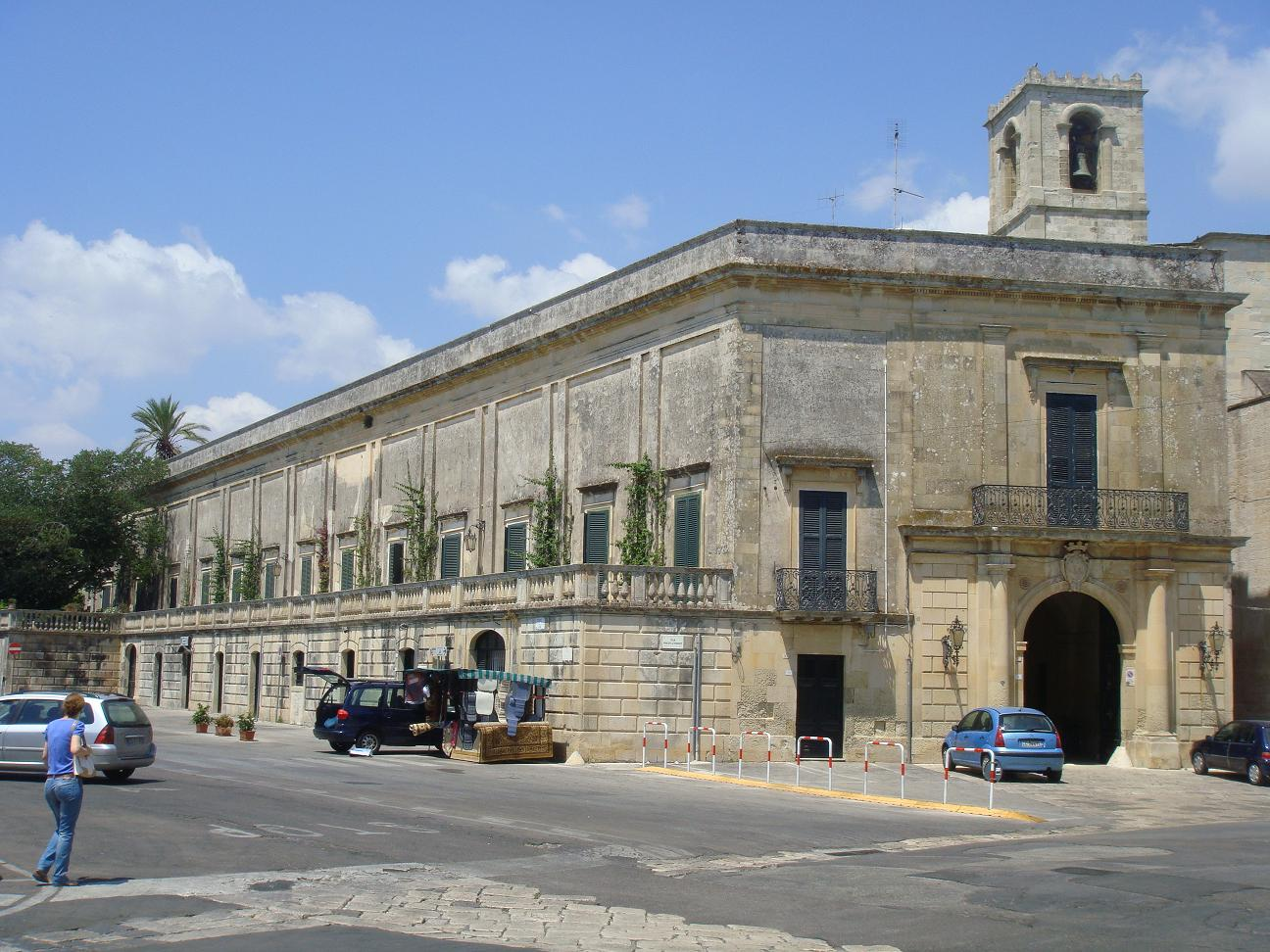
Palau episcopal